# Bob Breitenstein
Robert Corr Breitenstein (Ciudad Autónoma de Buenos Aires, Argentina, 8 de abril de 1943 - Tulsa, Estados Unidos, 13 de marzo de 2023) fue un jugador argentino de fútbol americano nacionalizado estadounidense que jugó en la American Football League (AFL) y la National Football League (NFL) para los Denver Broncos, Minnesota Vikings, Chicago Bears y Atlanta Falcons. Jugó al fútbol americano universitario en la Universidad De Tulsa. Es el primer argentino en haber jugado en la NFL.

## Carrera

### Instituto
Breitenstein asistió a Farmington High School, donde fue compañero de equipo del futuro jugador de la NFL Ralph Neely.

### Universidad
Aceptó una beca de la Universidad de Tulsa.
Fue un tackle ofensivo rápido y ágil cuya fuerza y velocidad lo convirtieron en un excelente bloqueador. Fue dos veces All-Missouri Valley Conference una mención honorífica de All-American en 1964. Ayudó a allanar el camino para la unidad ofensiva total líder de la nación (461.8 yardas) y el equipo de mayor puntaje del país (38.4 puntos por juego) en 1964. Jugó en el equipo que derrotó a Ole Miss 14-7 en el Bluebonnet Bowl de 1964.
En 1994, fue incluido en el Salón de la Fama de los Deportes de la Universidad de Tulsa.

### Profesional en la NFL y AFL

#### Denver Broncos
Breitenstein fue seleccionado en la quinta ronda (33º general) del draft de la AFL de 1965 por los Denver Broncos. También fue seleccionado por los Washington Redskins en la segunda ronda (21º general) del Draft de la NFL de 1965. Firmó con los Broncos, aunque más tarde intentó invalidar el contrato.
Como novato, compartió la posición de tackle izquierdo titular con Lee Bernet. Al año siguiente, se convirtió en titular. Fue cambiado a los Minnesota Vikings a cambio de una selección de quinta ronda del draft (# 117-Mike Bragg).
En total jugó 30 partidos con los Denver Broncos.

#### Minnesota Vikings
El 4 de octubre de 1967, fue activado por el escuadrón de práctica y jugó en 11 juegos. El 5 de agosto de 1968, salió del campo de entrenamiento en una disputa contractual y fue colocado en la lista de reserva. El 19 de octubre, fue cambiado a los Chicago Bears a cambio de una selección de draft.
En total jugó 11 partidos con los Minnesota Vikings.

#### Chicago Bears
En 1968, fue declarado inactivo en 9 juegos. Fue liberado el 16 de septiembre de 1969.

#### Atlanta Falcons
En 1969, firmó con los Atlanta Falcons y jugó en 10 juegos. En 1970, después de jugar en 7 juegos, se perdió un año por una lesión en la rodilla. Un accidente automovilístico 9 días antes del campo de entrenamiento de 1971 complicó la lesión y no pudo recuperarse. Fue liberado el 23 de agosto y no firmó con ningún equipo más.
En total jugó 17 partidos con los Atlanta Falcons.

## Vida personal
Después de su carrera en el fútbol americano, compró y opera una agencia de seguros. Fue vicepresidente de la Asociación Nacional de Jugadores de la National Football League del estado de Oklahoma. Apareció en la película Brian's Song, cuando el director usó imágenes reales, mostrándole ayudando al carrito a correr con Gale Sayers en una camilla.